# Alesso Baldovinetti
Alesso Baldovinetti ou Alessio (Florence, 14 octobre 1427 - 29 août 1499) était un peintre italien du XVe siècle, dont l'œuvre se rattache à la première Renaissance.

## Biographie

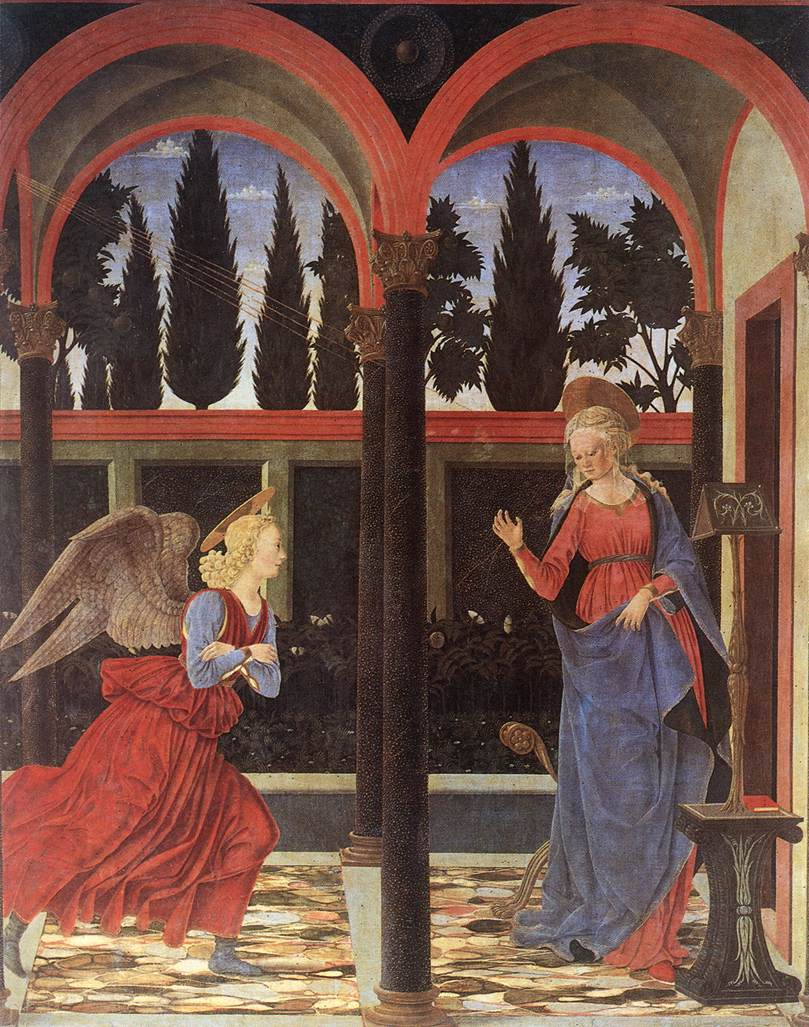
Annonciation, 1447
Musée des Offices, Florence

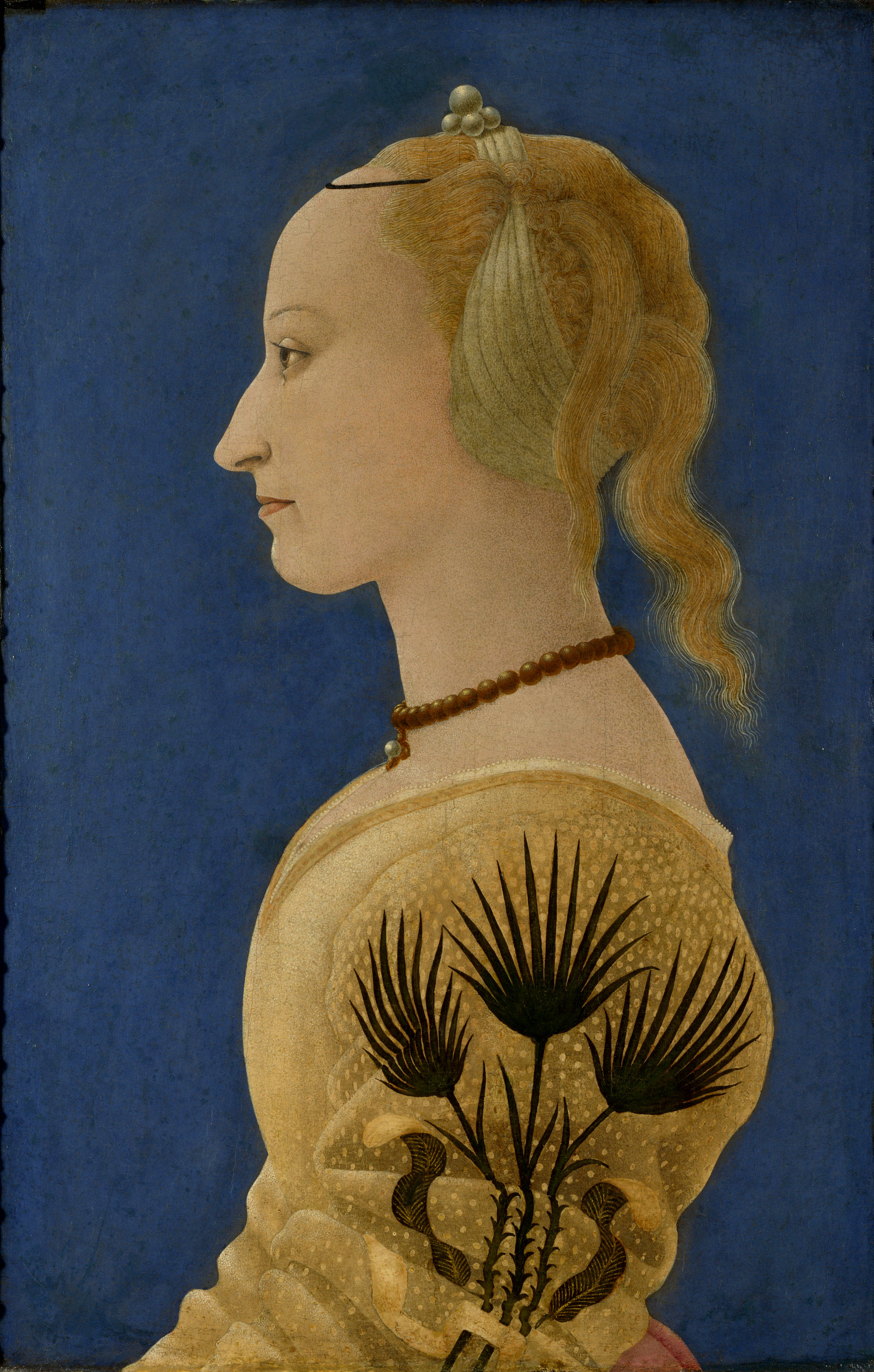
Portrait d'une femme en jaune, 1465
National Gallery, Londres

Alesso Baldovinetti nait à Florence en 1427, de Baldovinetto et Agnola Ubaldini da Gagliano, dans une riche famille noble de marchands. En 1448, il s'inscrit comme membre de la guilde de Saint-Luc : « Alesso di Baldovinetti, dipintore ».
Il est peut-être l'élève de Domenico Veneziano avec Piero della Francesca. Dans ses premières peintures, on retrouve l'influence de Fra Angelico, avec qui il collabore à la décoration des portes des armoires de la basilique de la Santissima Annunziata.
Selon des sources anciennes, il crée l'une des confrontations artistiques avec Domenico Veneziano parmi les plus intéressantes de la Renaissance. Vers 1461, il achève le cycle de fresques de l'église Sant'Egidio (Florence), commencé par Veneziano  et Piero della Francesca et poursuivi par Andrea del Castagno. Bien que le cycle ait été détruit au XVIIIe siècle, certains historiens de l'art attribuent à l'œuvre une importance égale à celle de la chapelle Brancacci. Les traces de ce cycle de fresques ne subsistent que dans quelques fragments des sinopies (entre autres peu significatifs, car liés à la décoration de la base sur laquelle reposaient les personnages) conservés aujourd'hui au musée du Cenacolo di Sant'Apollonia.
En 1460, il revient à l'Annunziata pour peindre à fresque de l'Adoration des bergers dans le Chiostrino dei Voti, dans laquelle il expérimente sans succès une nouvelle technique partiellement sèche.
En 1463, il fournit un carton de la Nativité, exécuté en marqueterie par Giuliano de Maiano dans la sacristie de la cathédrale et qui existe toujours.
En 1467, il réalise l' Annonciation sur un panneau oblong et les groupes de quatre évangélistes et de quatre Pères de l'Église à la fresque pour la chapelle du Cardinal du Portugal dans la basilique San Miniato al Monte, attribués par erreur par Vasari à Piero Pollaiuolo.
En 1469, il est chargé de créer le retable de la Trinité pour la chapelle Gianfigliazzi de la basilique Santa Trinita (Florence), qu'il termine en 1472. Ensuite, il est chargé d'une série de fresques de l'Ancien Testament qui devaient être achevées conformément au contrat dans un délai de cinq ans, mais qui sont en réalité restées inachevées pendant vingt-six ans. En 1497, la série terminée, qui contient de nombreux portraits d'éminents citoyens florentins, est évaluée à mille fiorini par un comité composé de Cosimo Rosselli, Benozzo Gozzoli, Le Pérugin et Filippino Lippi ; il n’en reste aujourd’hui que quelques fragments dégradés.
Parmi ses œuvres les plus célèbres figurent l' Annonciation, au musée des Offices, une Vierge à l'Enfant au musée du Louvre et l' Annonciation conservée dans la basilique San Miniato al Monte.
Il est considéré par ses contemporains comme le seul artisan qui ait redécouvert et pleinement compris l'art de la mosaïque, longtemps abandonné. Il œuvre également comme mosaïste lorsque Laurent de Médicis, pour faire renaître un art considéré à Florence comme proprement toscan, décide de restaurer et de compléter le baptistère Saint-Jean de Florence ; à partir de 1483, il est responsable de la restauration des mosaïques de sa coupole. Il est également responsable de la conception d'incrustations en bois et de vitraux, comme ceux de la chapelle des Pazzi. D'autres vitraux de sa main se trouvent à Pise, dans la cathédrale Saint-Martin de Lucques, à Assise et Prato.
Il meurt à l'hôpital San Paolo le 29 août 1499, et est enterré dans la basilique San Lorenzo de Florence.
Domenico Ghirlandaio figure parmi ses étudiants les plus importants.

## Style et technique
Alesso Baldovinetti est considéré comme un des meilleurs dessinateurs de Florence du Quattrocento avec Andrea del Castagno.
Ilse situe, par son goût pour le paysage, dans la lignée du groupe des peintres réalistes et naturalistes comme Andrea del Castagno, Paolo Uccello and Domenico Veneziano ; à ce propos Giorgio Vasari dit de lui :

« Il aimait beaucoup faire des paysages et les copiait sur place, exactement comme ils sont [...]. À l’Annunziata, il a représenté [...] dans les ruines d’une maison, les pierres moisies, rongées par la pluie et le gel, et une grosse racine de lierre qui recouvre une partie du mur [...]. Il a même pris soin de faire le dessus des feuilles d’un certain vert et le dessous d’un vert différent, comme elles sont effectivement dans la nature. »

— Giorgio Vasari, Le Vite.
Les vestiges de la grande fresque de l' Annonciation dans le cloître de la basilique de la Santissima Annunziata peints en 1460, témoignent du pouvoir de l'artiste à la fois d'imiter les détails naturels avec une fidélité minutieuse et d'espacer ses figures dans un paysage avec une grande sensation d'air et de distance ; ils vérifient deux déclarations distinctes de Vasari le concernant : qu'« il aimait à dessiner des paysages d'après nature exactement tels qu'ils sont, d'où l'on voit dans ses tableaux des rivières ; des ponts, des rochers, des plantes, des fruits, des routes, des champs, des villes, des terrains d'exercices »., et une infinité d'autres choses semblables », et qu'il était un expérimentateur invétéré en matière technique.
Sa méthode préférée en peinture murale est de poser ses compositions à fresque et de les finir en secco avec un mélange de jaune d'œuf et de vernis liquide. Ceci, dit Vasari, a pour but de protéger le tableau de l'humidité ; mais au fil du temps, les pièces exécutées avec ce véhicule se sont réduites, de sorte que le grand secret qu'il espérait découvrir s'est avéré un échec.

## Postérité
Alesso Baldovinetti est particulièrement apprécié des collectionneurs éclectiques de la fin du XIXe siècle, incarnant une Toscane parfaite, délicate et profonde ; deux de ses Madones sont d'ailleurs conservées au musée Jacquemart-André à Paris.
E. M. Forster l'évoque dans la bouche de George dans son roman Avec vue sur l'Arno.

## Œuvres
- Annonciation, 1447, Musée des Offices, Florence
- Retable Cafaggiolo, autel de la chapelle privée de la Villa Cafaggiolo[6], v.1454, 176 × 166 cm, Musée des Offices
- L'Adoration des Bergers ou La Nativité, cloître de la Santissima Annunziata de Florence (1461)[7]
- Vierge à l'enfant avec saint Bernardin et sainte Catherine de Sienne, 1460-1470, Villa Medicea di Cerreto Guidi
- Vierge à l'Enfant, 1460-1465, Musée du Louvre
- Vierge à l'Enfant, Musée Jacquemart-André, Paris
- Vierge à l'Enfant, Londres, The Courtauld Gallery
- Portrait d'une femme en jaune, 1465, National Gallery, Londres
- Les Prophètes, Les Évangélistes, L’Annonciation[8], fresques dans la chapelle funéraire du cardinal de Portugal à San Miniato al Monte (1466-1467)
- Saint Jean-Baptiste, Anges tenant le médaillon du Sauveur, mosaïques au baptistère de Florence

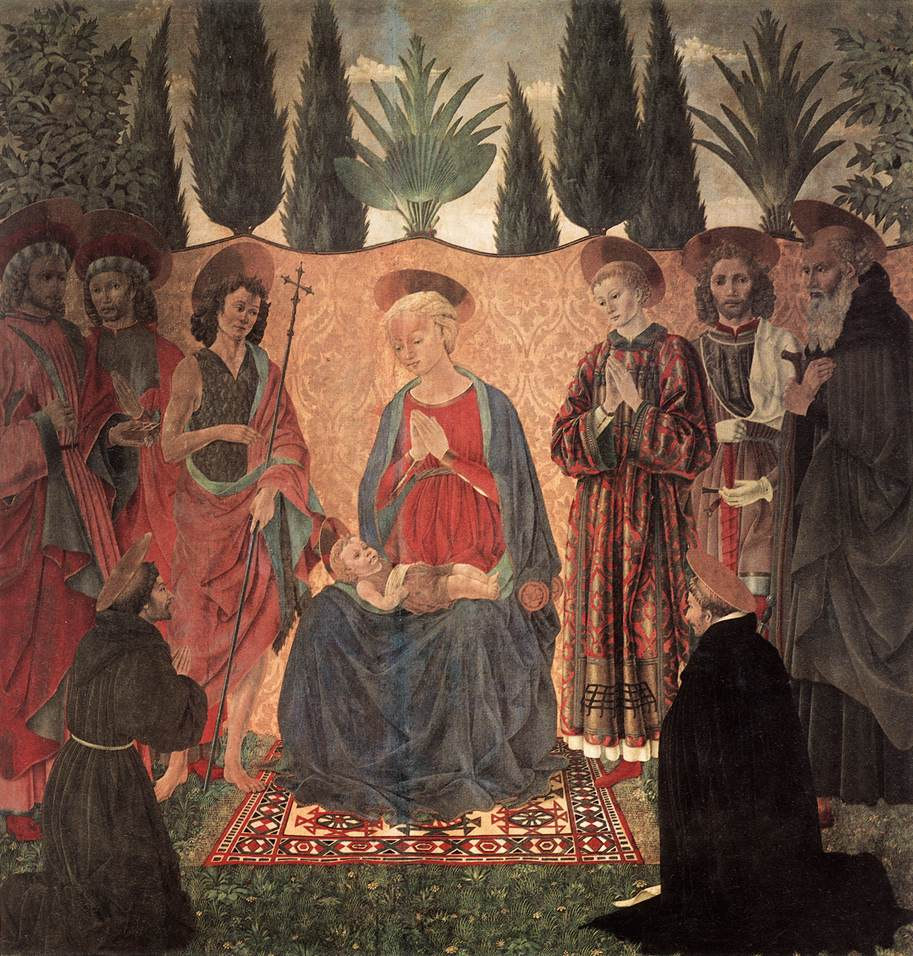
Retable Cafaggiolo, v.1454 Musée des Offices
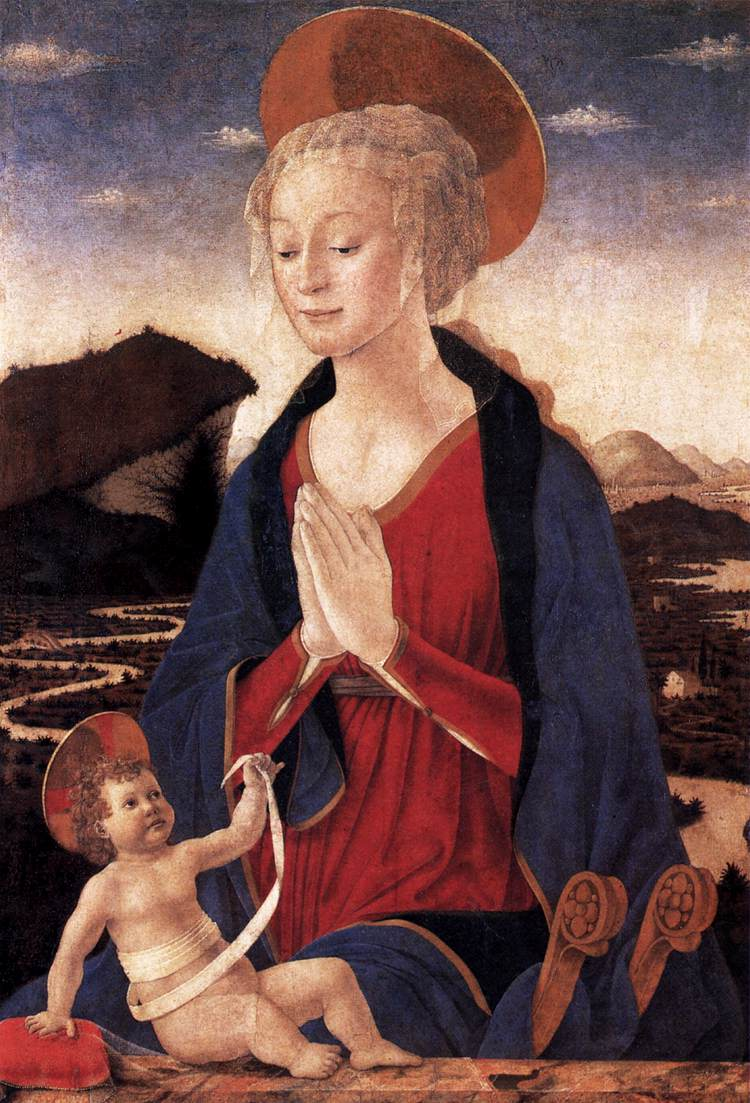
Vierge à l'Enfant, 1460-1465 Musée du Louvre
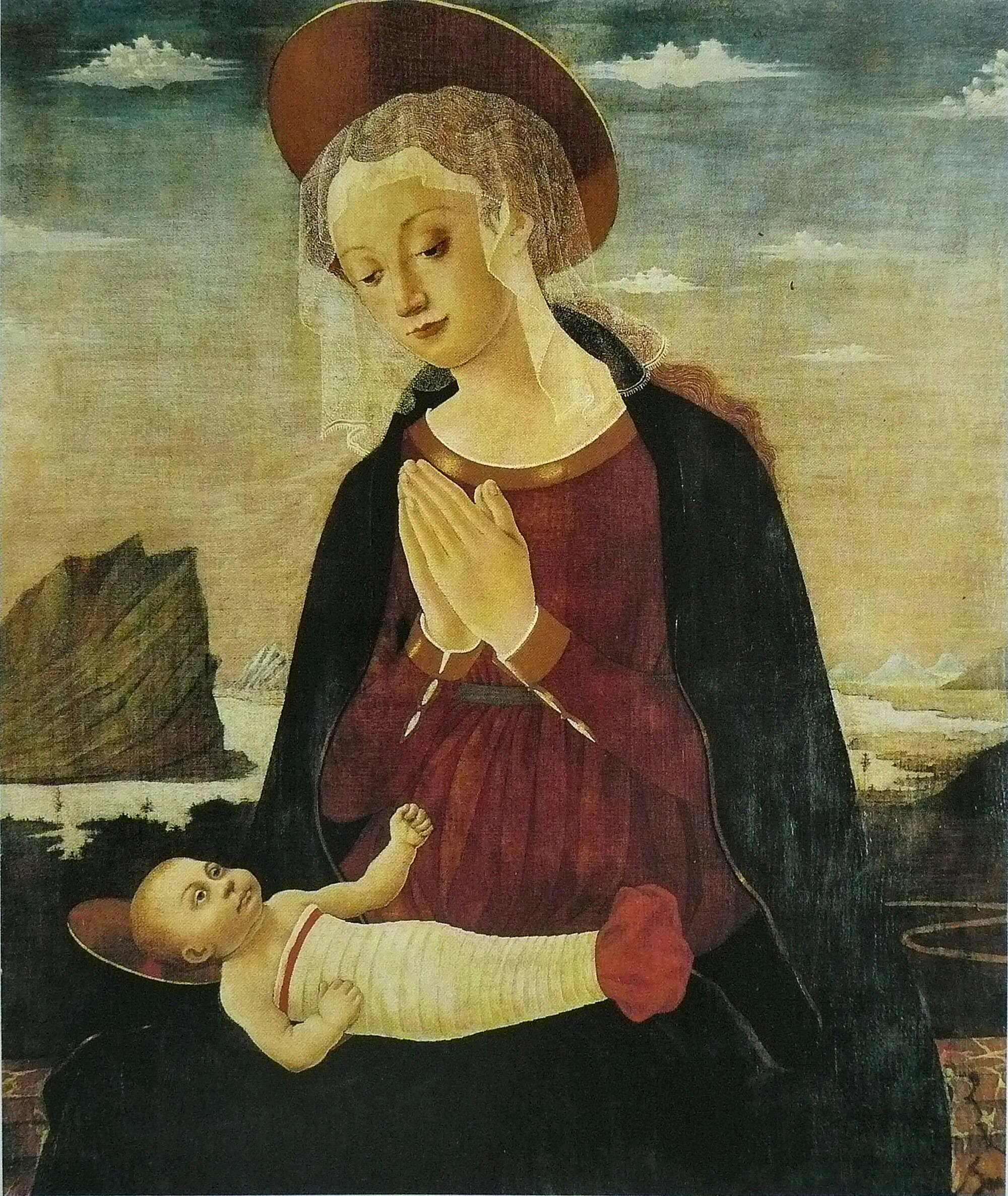
Vierge à l'Enfant Musée Jacquemart-André, Paris